# Strudel
Un strudel (de l'alemany strudel, «remolí») és un tipus de pastís laminat de farciment generalment dolç. Sovint s'associa amb la cuina austríaca, però de fet són unes postres tradicionals de tota l'àrea que comprendria l'antic Imperi Austrohongarès.
Les primeres receptes de strudel de què se'n té constància daten del 1696 (d'un Millirahmstrudel i un strudel de nap) i figuren a un llibre de cuina manuscrit de la Biblioteca Municipal de Viena. El pastís descendeix d'altres pastissos similars de l'est d'Europa, com la baklava i la rebosteria otomana.
Els strudels més populars són l'Apfelstrudel («strudel de poma») i el Topfenstrudel («strudel de formatge quark»), seguits pel Millirahmstrudel («strudel de crema de llet»). Altres tipus de strudel són el Weichselstrudel («strudel de guinda»), el Nussstrudel («strudel d'anous»), l'strudel d'albercoc, l'strudel de pruna, el Mohnstrudel i l'strudel de panses. També es fan strudels salats d'espinacs, col, carabassa i xucrut, així com strudels farcits de carn com el Lungenstrudel o el Fleischstrudel.